# 真城橋
真城橋（しんじょうはし）は、福島県田村市にある道路橋である。

## 概要
- 全長：46.6m
  - 主径間：22.85m
- 幅員：6.5(12.0)m
- 形式：2径間鋼連続鈑桁橋
- 竣工：1999年度

旧田村郡船引町と旧同郡常葉町の境界付近にて一級水系阿武隈川水系大滝根川を渡る。西詰は常葉町西向字叶内、東詰は字中に位置する。東詰は福島県道119号本宮常葉線が突き当たる丁字路となっている。橋上は上下対向2車線で供用され、下り線側に幅員3.5mの歩道が設置されている。橋桁は耐候性鋼材が用いられている。

## 遠隔
- 1939年 - 先代の橋梁が竣工する。
  - 全長：44m
    - 主径間：11m

  - 幅員：5.5m
  - 形式：4径間RCT桁橋[1]
- 2000年2月2日 - 現在の橋梁が開通する。

旧橋梁の老朽化と幅員狭小の対策のため、真城橋工区として当橋梁を含む延長460mの整備が行われた。橋梁の総工費は総工費は1億9400万円

## 周辺
- 福島交通真城バス停